# Штитаре (породица)
Штитаре или штитоноше, штитњаче и штитарке (Apiaceae) су породица чији припадници поседују карактеристичне цвасти штитове. Многе од врста ове породице су ароматичне, специфичног мириса и укуса, који потиче, углавном, од етарских уља, која се налазе у унутрашњим резервоарима. Неке су веома отровне, као кукута (Conium maculatum).

## Опис
Штитоноше су једногодишње, двогодишње или вишегодишње зељасте биљке шупљег ребрастог стабла. Листови су наизменични, најчешће вишеструко перасто дељени, са развијеним лисним рукавцем који обухвата стабљику. Цвасти су углавом сложени штитови. Ако постоје брактеје у основи сложеног штита, називају се инволукрум, а брактеје у основи простог штита — инволуцелум. Цветови су ситни, актиноморфни. петочлани, чашице је са ситним листићима и хорипеталне, актиноморфне крунице. Цветови имају 5 прашника и синкарпан гинецеум. Плодови су шизокарпијуми који се, након сазревања цепају на по две орашице, извесно време везане за рачваст, кончаст карпофор. Анатомија плода је значајна у одређивању припадника породице.
Већина припадника ове породице има унутрашње канале са етарским уљима, кумаринима и фурокумаринима; зато тек када се делови ових биљака смрве, осећа се својствен мирис.

## Распрострањење
Штитаре су скоро космополитског распрострањења. Највише врста има у земљама са умереном и суптропском климом северне хемисфере.

## Значај
Неке од врста користе се као поврће, (мрква — Daucus carota), као зачини (ким — Carum carvi, мирођија — Anethum graveolens, целер — Apium graveolens) или као лековите биљке (коморач — Foeniculum vulgare или ангелика — Angelica archangelica).